# Marc Mayer
Marc Mayer är en österrikisk före detta längdskidåkare, född den 18 juli, 1978 i  Salzburg, Österrike. I samband med OS 2002 i Salt Lake City testades Mayer positivt för Blodtransfusion. Under spelen deltog han i herrarnas sprint, dubbeljakten och herrarnas fem-mil.